# Mestrius Martinus
Mestrius Martinus war ein römischer Maler, der in 2. oder 3. Jahrhundert in der dakischen Stadt Apulum, dem heutigen Alba Iulia in Rumänien, tätig war.
Er ist durch eine in Apulum gefundene Inschrift bekannt, in der er als Maler benannt wird und als Stifter eines Fanums für die Dominae erscheint. Die Dominae sind vom Beinamen Domina abgeleitete Kollektivgottheiten, die möglicherweise mit den Matronae zu identifizieren sind. Die Inschrift lautet:
Mestrius Mar[t]inus
pictor constituit
pro salute sua et
suorum
fanum Dominar[um]
Aufgrund seines Namens wird angenommen, dass es sich bei Mestrius Martinus um einen römischen Bürger von keltischer Abstammung handelte, der norditalischer Herkunft war.